# EC KAC
EC KAC (celým názvem: Eishockeyclub Klagenfurter Athletiksport Club) je rakouský klub ledního hokeje, který sídlí v Klagenfurtu am Wörthersee ve spolkové zemi Korutany. Založen byl v roce 1909 a patří tak mezi průkopníky ledního hokeje v Rakousku. V předválečné době klub získal pouze dva mistrovské tituly, teprve po válce se stal hegemonem rakouského hokeje. Celkově má na kontě jednatřicet mistrovských titulů. V období nacistického režimu byl klub účastníkem velkoněmeckého mistrovství. Největším úspěchem v tomto období je účast v semifinále sezóny 1943. Na mezinárodní scéně je největším úspěchem stříbrná medaile v PMEZ ročníku 1968/69. Od sezóny 2003/04 působí v Erste Bank Eishockey Lize, rakouské nejvyšší soutěži v ledním hokeji. Klubové barvy jsou červená a bílá.
Své domácí zápasy odehrává v Stadthalle Klagenfurt s kapacitou 5 153 diváků.

## Získané trofeje

### Vyhrané domácí soutěže
- Rakouský mistr v ledním hokeji ( 32× )
  - 1933/34, 1934/35, 1951/52, 1954/55, 1959/60, 1963/64, 1964/65, 1965/66, 1966/67, 1967/68, 1968/69, 1969/70, 1970/71, 1971/72, 1972/73, 1973/74, 1975/76, 1976/77, 1978/79, 1979/80, 1984/85, 1985/86, 1986/87, 1987/88, 1990/91, 1999/00, 2000/01, 2003/04, 2008/09, 2012/13, 2018/19, 2020/21[2]

### Vyhrané mezinárodní soutěže
- Interliga ( 1× )
  - 1999/00
- ICE Hockey League ( 5× )
  - 2003/04, 2008/09, 2012/13, 2018/19, 2020/21[2]

## Účast v mezinárodních pohárech
Zdroj:
Legenda: SP - Spenglerův pohár, EHP - Evropský hokejový pohár, EHL - Evropská hokejová liga, SSix - Super six, IIHFSup - IIHF Superpohár, VC - Victoria Cup, HLMI - Hokejová liga mistrů IIHF, ET - European Trophy, HLM - Hokejová liga mistrů, KP - Kontinentální pohár
- SP 1935 – Základní skupina B (3. místo)
- SP 1962 – Zápas o 3. místo (výhra)
- SP 1963 – Základní skupina (2. místo)
- EHP 1965/1966 – Semifinále
- EHP 1966/1967 – Semifinále
- EHP 1967/1968 – Semifinále
- EHP 1968/1969 – Finále
- EHP 1969/1970 – 3. kolo
- EHP 1970/1971 – 3. kolo
- EHP 1971/1972 – 1. kolo
- EHP 1972/1973 – 1. kolo
- EHP 1973/1974 – 2. kolo
- EHP 1974/1975 – 3. kolo
- EHP 1976/1977 – 3. kolo
- EHP 1977/1978 – 2. kolo
- EHP 1979/1980 – 1. kolo
- EHP 1980/1981 – 1. kolo
- EHP 1985/1986 – 3. kolo
- EHP 1986/1987 – 3. kolo
- EHP 1988/1989 – Základní skupina C (4. místo)
- KP 1997/1998 – 2. kolo, sk. N (2. místo)
- KP 2000/2001 – 1. kolo, sk. G (2. místo)
- KP 2001/2002 – 1. kolo, sk. G (4. místo)
- HLM 2015/2016 – Základní skupina I (3. místo)
- HLM 2017/2018 – Základní skupina H (3. místo)
- HLM 2019/2020 –

## Bývalí známí hráči
| - Thomas Pöck - Dieter Kalt senior - Reinke Egger - Rudolf König - David Emma - Karl Pregl - Stefan Nilsson - Dan Cloutier - Robert Mack - Dmitrij Kvartalnov - Kraig Nienhuis - Sepp Puschnig - Adelbert St. John |

## Přehled ligové účasti
Zdroj:
- 1937–1938: Österreichische Eishockey-Meisterschaft (1. ligová úroveň v Rakousku)
- 1939–1944: Deutsche Eishockey-Meisterschaft (1. ligová úroveň v Německu)
- 1945–2003: Österreichische Eishockey-Liga (1. ligová úroveň v Rakousku)
- 1999–2000: Interliga (mezinárodní soutěž)
- 2003–2006: ICE Hockey League (1. ligová úroveň v Rakousku)
- 2006– : ICE Hockey League (1. ligová úroveň v Rakousku / mezinárodní soutěž)

| Rakousko (2003 – ) |                   |                  |                                                                                               |                                                                                               |                                                                                               |
| Sezóny             | Soutěž            | ZČ               | Play-off, nadstavba, sk. o udržení...                                                         | Poznámky                                                                                      |                                                                                               |
| 2003/04            | EBEL              | Zlatá medaile    | Finále Výhra s EC VSV 3 : 2                                                                   |                                                                                               |                                                                                               |
| 2004/05            | EBEL              | Stříbrná medaile | Finále Prohra s Vienna Capitals 3 : 4                                                         |                                                                                               |                                                                                               |
| 2005/06            | EBEL              | 5. místo         | Ne                                                                                            |                                                                                               |                                                                                               |
| 2006/07            | EBEL              | 7. místo         | Ne                                                                                            |                                                                                               |                                                                                               |
| 2007/08            | EBEL              | 5. místo         | Čtvrtfinále Prohra s HDD Olimpija Ljubljana 0 : 3                                             |                                                                                               |                                                                                               |
| 2008/09            | EBEL              | Zlatá medaile    | Finále Výhra s EC Red Bull Salzburg 4 : 3                                                     |                                                                                               |                                                                                               |
| 2009/10            | EBEL              | 7. místo         | Čtvrtfinále Prohra s EC Red Bull Salzburg 3 : 4                                               |                                                                                               |                                                                                               |
| 2010/11            | EBEL              | Zlatá medaile    | Finále Prohra s EC Red Bull Salzburg 3 : 4                                                    |                                                                                               |                                                                                               |
| 2011/12            | EBEL              | 4. místo         | Finále Prohra s EHC Black Wings Linz 1 : 4                                                    |                                                                                               |                                                                                               |
| 2012/13            | EBEL              | 5. místo         | Finále Výhra s Vienna Capitals 4 : 0                                                          |                                                                                               |                                                                                               |
| 2013/14            | EBEL              | 7. místo         | Ne                                                                                            |                                                                                               |                                                                                               |
| 2014/15            | EBEL              | 8. místo         | Semifinále Prohra s EC Red Bull Salzburg 0 : 4                                                |                                                                                               |                                                                                               |
| 2015/16            | EBEL              | 8. místo         | Čtvrtfinále Prohra s EC Red Bull Salzburg 3 : 4                                               |                                                                                               |                                                                                               |
| 2016/17            | EBEL              | 6. místo         | Finále Prohra s Vienna Capitals 0 : 4                                                         |                                                                                               |                                                                                               |
| 2017/18            | EBEL              | 4. místo         | Čtvrtfinále Prohra s HC Bolzano 2 : 4                                                         |                                                                                               |                                                                                               |
| 2018/19            | EBEL              | Bronzová medaile | Finále Výhra s Vienna Capitals 4 : 2                                                          |                                                                                               |                                                                                               |
| 2019/20            | ICE Hockey League | Bronzová medaile | Ročník zrušen po odehrání základní části a nadstavby z důvodu epidemie koronaviru SARS-CoV-2. | Ročník zrušen po odehrání základní části a nadstavby z důvodu epidemie koronaviru SARS-CoV-2. | Ročník zrušen po odehrání základní části a nadstavby z důvodu epidemie koronaviru SARS-CoV-2. |
| 2020/21            | ICE Hockey League | Stříbrná medaile | Finále Výhra s HC Bolzano 4 : 1                                                               |                                                                                               |                                                                                               |
| 2021/22            | ICE Hockey League | 8. místo         | Čtvrtfinále Prohra s Vienna Capitals 3 : 4                                                    |                                                                                               |                                                                                               |
| 2022/23            | ICE Hockey League |                  |                                                                                               |                                                                                               |                                                                                               |

## Galerie

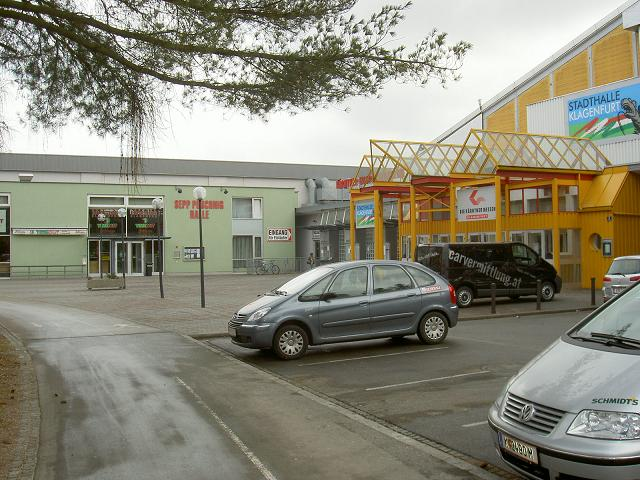